# Olaf Stapledon
William Olaf Stapledon (10 de mayo de 1886 - 6 de septiembre de 1950) fue un escritor y filósofo inglés, conocido sobre todo por sus obras de ciencia ficción que influyeron fuertemente en el género.
El enfoque visionario de Olaf Stapledon hacia la ciencia ficción, con su énfasis en la evolución cósmica, la investigación filosófica y el futuro de la humanidad, ha dejado un legado duradero en el género. Sus obras continúan inspirando e influyendo en los escritores de ciencia ficción, expandiendo los límites de lo que el género puede explorar y lograr. El trabajo de Stapledon amplió los horizontes temáticos y conceptuales de la ciencia ficción. Introdujo un nivel de profundidad filosófica y escala cósmica que era raro en el género en ese momento.
En 2014, fue incluido en el Salón de la fama de la ciencia ficción y la fantasía.

## Biografía
Stapledon nació en Seacombe, Wallasey, en la península de Wirral en Cheshire, cerca de Liverpool, Inglaterra, y fue el único hijo de William Clibbert Stapledon y Emmeline Miller. Los seis primeros años de su vida los pasó con sus padres en Port Saíd, Egipto. Se educó en la Escuela Abbotsholme de Derbyshire y en el Balliol College de Oxford, donde obtuvo el título de BA en Historia Moderna (segunda clase) en 1909, para luego obtener un grado de Master of Arts (MA) en 1913. Tras un breve periodo como profesor en la Manchester Grammar School, trabajó en oficinas navieras de Liverpool y Port Said de 1910 a 1912. De 1912 a 1915 Stapledon trabajó con la rama de Liverpool de la Workers' Educational Association.
Durante la Primera Guerra Mundial sirvió bajo objeción de conciencia en una unidad de ambulancias entre Francia y Bélgica desde julio de 1915 a enero de 1919. El 16 de julio de ese año se casó con Agnes Zena Miller (1894-1984), una prima de Australia con la que se reunió por primera vez en 1903 y con quien mantuvo correspondencia durante toda la guerra desde su casa en Sídney. Tuvieron una hija, Mary Sydney Stapledon (1920 -), y un hijo, John David Stapledon (1923 -). En 1920 se mudaron a West Kirby, también en la península de Wirral, y en 1925 Stapledon recibió el doctorado en filosofía por parte de la Universidad de Liverpool. En 1929 escribió su Modern Theory of Ethics, sin embargo pronto se volcó a la ficción con la meta de alcanzar un público mayor. Su novela Last and First Men, traducida como "Primera y última humanidad", o en ocasiones "Primer y último hombre", tuvo un gran éxito y lo convenció de convertirse en un escritor a tiempo completo.
En 1940 la familia se trasladó al vecino suburbio de Caldy, y después de 1945 Stapledon viajó mucho dando conferencias; visitó los Países Bajos, Suecia y Francia, y en 1948 habló en el Congreso de Intelectuales por la Paz, en Polonia. Asistió a la Conferencia para la Paz Mundial, celebrada en Nueva York en 1949, siendo el único británico al que se le concedió una visa para ello. En 1950, se integró al movimiento contra el apartheid. Poco después, al terminar una semana de conferencias en París, canceló un previsto viaje a Yugoslavia y regresó a su casa en Caldy, donde murió repentinamente de un ataque al corazón. Fue incinerado y su viuda y sus hijos esparcieron sus cenizas en la arena de los acantilados sobre el estuario del río Dee, uno de los lugares favoritos de Olaf, que le inspiró más de una idea para sus libros. 
Stapledon obtuvo el título de PhD en filosofía por la Universidad de Liverpool en 1925 y utilizó su tesis doctoral como base para su primer libro en prosa publicado, A Modern Theory of Ethics (1929). Sin embargo, pronto se dedicó a la ficción con la esperanza de presentar sus ideas a un público más amplio. El relativo éxito de Los últimos y los primeros hombres (1930) le llevó a convertirse en escritor a tiempo completo. Escribió una secuela, Los últimos hombres en Londres, y siguió con muchos más libros tanto de ficción como de filosofía.
Durante la Segunda Guerra Mundial Stapledon abandonó su pacifismo y apoyó el esfuerzo bélico. En 1940 la familia Stapledon construyó y se mudó a una nueva casa en Simon's Field, en Caldy, en Wirral. Durante la guerra Stapledon se convirtió en un defensor público de J.B. Priestley y Richard Acland's partido de izquierdas Common Wealth Party, así como del grupo británico internacionalista Federal Union.  Apoyó la aplicación de las recomendaciones del Informe Beveridge y habló en la primera reunión pública del Left Book Club's «Readers“ and Writers” Group». 
Algunos comentaristas han calificado a Stapledon de marxista, aunque Stapledon se distanció de la etiqueta afirmando que «no soy marxista, pero he aprendido mucho de los marxistas, y no soy antimarxista», aunque sí se refirió a sí mismo como socialista.
Después de 1945, Stapledon viajó mucho para dar conferencias. Arthur C. Clarke, como presidente de la Sociedad Interplanetaria Británica, le invitó a dar una charla sobre los aspectos sociales y biológicos de la exploración espacial. También viajó internacionalmente, visitando los Países Bajos, Suecia y Francia, y en 1948 habló en el Congreso Mundial de Intelectuales por la Paz en Wrocław, Polonia. Asistió a la Conferencia por la Paz Mundial celebrada en Nueva York en 1949, siendo el único británico al que se le concedió un visado para hacerlo. En 1950 se implicó en el movimiento anti-apartheid. Tras una semana de conferencias en París, canceló un viaje previsto a la Yugoslavia y regresó a su casa de Caldy, donde murió repentinamente de un ataque al corazón.
Stapledon fue incinerado en el Landican Crematorio. Su viuda y sus hijos esparcieron sus cenizas en los acantilados arenosos con vistas al estuario del Dee, uno de sus lugares favoritos que aparece en más de uno de sus libros. El bosque de Stapledon, en el lado sureste de Caldy Hill, lleva su nombre.para todos los entusiastas de la ciencia ficción.

## Obra

### Ciencia ficción
"Los Últimos y Primeros Hombres" (Last and first men en inglés) de 1930, narra la historia futura de la humanidad a lo largo de 2 mil millones de años, comenzando por los años 30 y pasando por el Siglo XXI.
La historia comienza con los "primeros hombres" (Homo Sapiens) con varias guerras en todo el planeta que culminan en la guerra chino-estadounidense entre China y las naciones estadounidenses. alrededor del siglo 23. A esto le sigue una paz que dura unos 4000 años. Hay una caída en el salvajismo hasta aproximadamente el año 100.000 d. C. y el ascenso de la Patagonia que dura unos 15.000 años. y un segundo ocaso de los primeros hombres.
Unos 10 millones de años después, los segundos hombres superiores surgen y luchan contra los marcianos, seguido de un eclipse que dura unos 40 millones de años. Son seguidos por los terceros hombres que construyen los cuartos o grandes cerebros que a su vez crean los quintos hombres aún más grandes.
Con la órbita de la luna decayendo alrededor del año 400 millones d. C. los quintos hombres se van a Venus, entran en guerra con los nativos acuáticos del planeta y los exterminan después lo terraforman pero resulta un fracaso después son reemplazados por los sextos hombres, los séptimos hombres que vuelan y los octavos hombres. El aumento de la actividad de las erupciones solares obliga a la octava generación a crear una novena generación para colonizar Neptuno alrededor del año 1000 millones d. C.
La civilización de los novenos hombres se desintegra y tiene un ascenso lento que dura cientos de millones de años a partir del décimo hombre, incluido un período de fluctuación en los 14.º Hombres. El desarrollo de civilizaciones cada vez más avanzadas ocurre a lo largo de la existencia de los 15.º hombres hasta finalmente el 18.º hombre, aproximadamente 2.000 millones de años después terminando la historia con la destrucción del sistema solar debido a una supernova que choco con el Sol.
Stapledon estaba fascinado por el concepto de evolución, no solo biológica sino también social e intelectualmente. Imaginó la evolución de la inteligencia y la conciencia a escala cósmica. Stapledon tenía un profundo sentido de la vastedad y complejidad del universo. A menudo describía el cosmos como un sistema inmenso e interconectado, mucho más allá de la comprensión humana.
Olaf Stapledon influyó directamente en Arthur C. Clarke, Brian W. Aldiss, Stanisław Lem, C. S. Lewis y John Maynard Smith, e indirectamente en muchos otros, contribuyendo con creativas e inteligentes ideas al mundo de la ciencia ficción, muchas de éstas inspiradas por su profundo interés por la filosofía. "Star Maker", traducido como Hacedor de estrellas —obra sobre la que Jorge Luis Borges afirmó: "Hacedor de estrellas es, además de una prodigiosa novela, un sistema probable o verosímil de la pluralidad de los mundos y de su dramática historia"— contiene la primera descripción conocida de las esferas de Dyson. En ese libro, como también en Last and First Men y en otras novelas, aborda temas como la evolución biológica, la genética, el cosmos, otras formas de vida y el desarrollo de la inteligencia y la espiritualidad como características de la vida.

### Literatura, historia y psicología
Además de su cátedra de filosofía en la Universidad de Liverpool, que actualmente alberga el archivo Olaf Stapledon, Stapledon impartió clases de literatura inglesa, historia industrial y psicología. Escribió muchos libros de no ficción sobre temas políticos y éticos, en los que abogaba por el crecimiento de los "valores espirituales", que definía como aquellos valores que expresan el anhelo de una mayor conciencia del yo en un contexto más amplio ("personalidad-en-comunidad"). El propio Stapledon denominó sus valores espirituales como inteligencia, amor y acción creativa. Su filosofía estuvo muy influenciada por Spinoza.
Stapledon era agnóstico, hostil hacia las instituciones religiosas, pero no así hacia la búsqueda espiritual presente en esas corrientes de pensamiento. Esa postura filosófica no era compartida por H. G. Wells y provocó un distanciamiento de los dos escritores en ese punto, como muestra la correspondencia que mantuvieron.
En 2020 se estrenó en el 70 Festival Internacional de Cine de Berlín Last and First Men, debut como director del compositor islandés Jóhann Jóhannson, basada en la novela homónima de 1930 de Stapledon. George Pal compró los derechos de "Odd John".
A lo largo de su vida trabajó también con otros estilos literarios, escribiendo diversos libros sobre temas políticos y éticos, en los cuales abogó por el crecimiento de los valores espirituales, que definió como los valores expresivos de un anhelo por un estado de mayor conciencia en cada individuo, dentro de un contexto más amplio: la personalidad de una comunidad.

## Derechos cinematográficos
El productor y director de cine George Pal compró los derechos de Odd John y en 1966 la revista Castle of Frankenstein] informó de que David McCallum interpretaría el papel principal.
En 2017 se estrenó una adaptación multimedia de Los últimos y los primeros hombres del compositor islandés Jóhann Jóhannsson, nominado al Óscar, que cuenta con la narración de Tilda Swinton y una partitura en directo interpretada por la Filarmónica de la BBC.
En 2019, Justin McDonald y Kate Hodgson escribieron, produjeron y protagonizaron una adaptación al cortometraje de «Un mago moderno», de Stapledon. Dirigida por Mark Heller, la película también contó con la voz de Brian Cox. Fue la primera adaptación de acción real de una obra literaria de Stapledon.

## Obras de su autoría
- Últimos y primeros hombres: una historia del futuro cercano y lejano (Last and First Men: A Story of the Near and Far Future, 1930)
- In London (1932)
- Juan Raro (Odd John: A Story Between Jest and Earnest, 1935)
- Hacedor de estrellas (Star Maker, 1937)
- Darkness and the Light (1942)
- Old Man in New World (1944)
- Sirio (Sirius, 1944)
- Death into Life (1946)
- The Flames: A Fantasy (1947)
- A Man Divided (1950)
- Far Future Calling: Uncollected Science Fiction and Fantasies of Olaf Stapledon (1979)
- Nebula Maker (1976)

### No ficción
- A Modern Theory of Ethics: A study of the Relations of Ethics and Psychology (1929)
- Waking World (1934)
- Saints and Revolutionaries (1939)
- New Hope for Britain (1939)
- Philosophy and Living, 2 volumes (1939)
- Beyond the "Isms" (1942)
- Seven Pillars of Peace (1944)
- Youth and Tomorrow (1946)
- The Opening of the Eyes (1954)

### Poesía
- Latter-Day Psalms (1914)

## Libros Traducidos al español
- Últimos y primeros hombres (Last and First Men, 1930), Barcelona: Ediciones Minotauro, 2003. ISBN 84-450-7325-7.
- Hacedor de Estrellas (Starmaker, 1937), Barcelona: Ediciones Minotauro, 2003. ISBN 84-450-7445-8
- Juan Raro (Odd John, 1935), Barcelona: Ediciones Minotauro, 2003. ISBN 84-350-7448-2: Juan raro (modelo del Übermensch de Nietzsche) es un individuo de una inteligencia extraordinaria que sospecha que su existencia tiene una finalidad en el mundo.
- Sirio (Sirius, 1944), Barcelona: Ediciones Minotauro, 2003. ISBN 84-450-7461-X: Sirio es un perro que ha sido sometido a la experimentación y conseguido una inteligencia superlativa y desarrollado una ética reflexiva. Debe vivir en un mundo en que el rechazo siempre está presente porque se siente un extranjero entre los hombres y los animales.
- Criaturas de fuego (The Flames, 1947). Buenos Aires, Libros del Cosmonauta, 2022. ISBN 978-987-26571-7-8